# A köztársaság örökös elnöke
A köztársaság örökös elnöke (hangul: 공화국의 영원한 주석, Konghvagugi jongvonhan csuszok, handzsa: 共和國의 永遠한 主席, RR: Gonghwagug-ui yeongwonhan juseok) a Koreai Népi Demokratikus Köztársaság államfői címe, amit az ország alkotmánya biztosít.
A Koreai Munkapárt vezetése alatt a Koreai Népi Demokratikus Köztársaság és a koreai nép a Nagy Vezért, Kim Ir Szen elvtársat, nagy tiszteletben fogja tartani mint a köztársaság örökös elnökét.

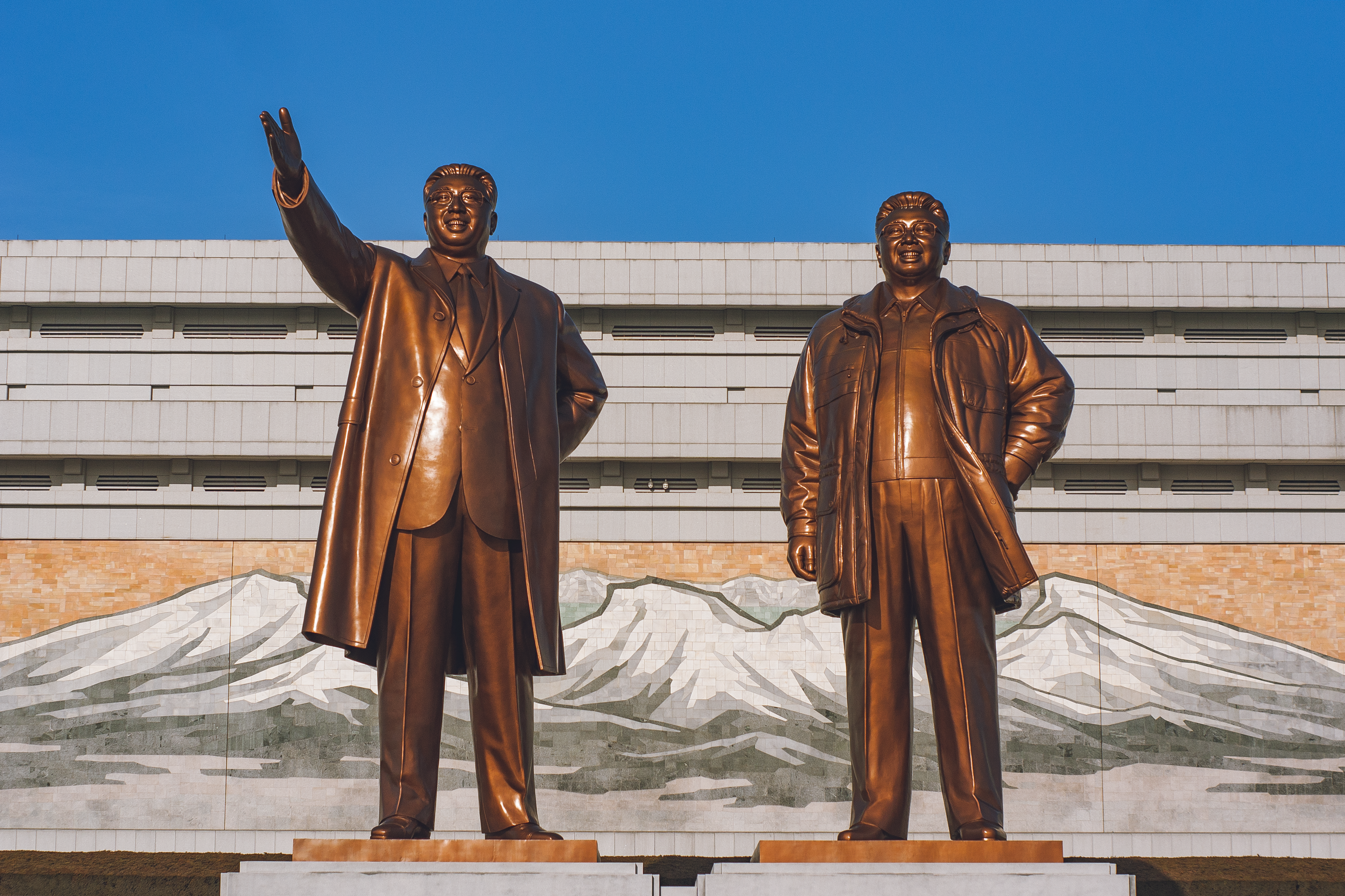
Kim Ir Szen (balra) és Kim Dzsongil (jobbra) bronzszobrai a Mansu-hegyi nagy emlékműnél

Észak-Koreában jelenleg nincs elnök, mivel ezt a hivatalt eltörölték, és feladatait számos párt- és állami tisztség viselője között osztották meg.